# Stefan Wisniewski
Stefan Werner Wisniewski (Klosterreichenbach, Baden-Württemberg, la Selva Negra, Alemania, 8 de abril de 1953) es un antiguo miembro del grupo terrorista izquierdista alemán Fracción del Ejército Rojo o RAF.

## Biografía

### Juventud
Wisniewski era hijo de Gisela, una viuda de Prusia oriental, madre de tres y de Stanislaw Wisniewski de Kutno, Polonia, un antiguo trabajador forzado del Servicio Laboral Alemán durante la Segunda Guerra Mundial, quien falleció el 9 de octubre de 1953 en Tübingen, Alemania. Su padre no había regresado a su país ya que no le gustaba el Gobierno comunista de Polonia. Durante su juventud, la madre de Wisniewski le previno que no hablara del pasado de su padre, ya que un buen número de antiguos miembros de la SS y las SA nazis, vivían en la Villa.
En 1968, Wisniewski abandonó su aprendizaje como electricista, y fue obligado a vivir en un reformatorio entre los años 1969/1970, el cual dejó en siete oportunidades en menos de un año. En esa época, los futuros miembros de la RAF, Ulrike Meinhof (Bambule) y Gudrun Ensslin, protestaban contra este tipo de instituciones. Después de su liberación, se mudó a Hamburgo, donde trabajó como Ingeniero a bordo de un navío. En el curso de sus viajes, dijo que había conocido las malas condiciones de vida del Tercer Mundo.

### RAF
En Hamburgo, Wisniewski se relacionó con la escena izquierdista. Protestó contra la detención de los terroristas de la RAF y participó en protestas contra la prensa conservadora de Axel Springer. Después de la muerte de Holger Meins, un miembro de la RAF, como el resultado de una huelga de hambre en 1974, Wisniewski se unió al grupo. En 1975, se ocultó en la clandestinidad. En el verano de 1976, Wisniewski estaba en un campo de entrenamiento del Frente Popular para la Liberación de Palestina (PFLP) en Yemen del Sur.
En agosto de 1977, participó en el asalto a un banco de Essen, para financiar el planificado secuestro de Hanns Martin Schleyer, un alto ejecutivo y antiguo miembro de las SS nazis. Wisniewski fue no solo parte del grupo que secuestró a Schleyer, él también fue uno de los que tiroteó a los guardaespaldas en el lugar del secuestro. Mientras los terroristas ametrallaban a los escoltas y al coche de Schleyer, Wisniewski condujo la camioneta Van en la cual se llevaban al industrial. Se cree que Wisniewski, a quien llamaban Die Furie (La Furia), quien después trasladó a Schleyer desde Colonia al otro grupo que lo ocultó en Bruselas, Bélgica, en la cajuela de un vehículo. Semanas después, Schleyer fue ejecutado a tiros en un bosque después que los pasajeros de un avión alemán de la línea aérea Lufthansa correspondiente al Vuelo 181, fueran rescatados por un Comando armado del GSG 9, siguiendo las negociaciones por el político alemán Hans-Jürgen Wischnewski. Según acusaciones de antiguos miembros de la RAF, Wisniewski y Rolf Heissler fueron los asesinos directos de Schleyer.

### Prisión
El 11 de mayo de 1978, Wisniewski fue arrestado en el Aeropuerto de Orly en París siendo extraditado hacia Alemania. Después de su arresto, se comportó de manera agresiva, durante su interrogatorio, asaltó al Juez de Custodia en pleno Tribunal, después de saltar dos mesas hasta que fue sometido por los guardias. Por esto, fue condenado a 8 meses de prisión. El 28 de marzo de 1979, Wisniewski intentó escapar de prisión con un cuchillo y una tijera, logrando someter a uno de los guardias. Fue sometido y confinado a una celda de seguridad, mientras regresaba a prisión, Wisniewski atacó al Director de la Prisión con una media rellena de baterías. Luego de esto, inició una huelga de hambre, pero fue obligado a alimentarse. El 4 de diciembre de 1981, Stefan Wisniewski fue condenado a cadena perpetua por homicidio, secuestro, coerción de un Órgano Constitucional y militancia en una organización terrorista. Comentó el veredicto diciendo que lo traía sin cuidado.
En una entrevista de 1997 con el die tageszeitung, un periódico alemán, Wisniewski consideró el asesinato de Schleyer un "desastre". Explicó que liberar al rehén sin recibir nada a cambio hubiera sido una muestra de debilidad. El mismo año, la escritora polaca Hanna Krall lo entrevistó y escribió una historia acerca de él mismo. En 1999, fue liberado de prisión en libertad condicional. El juez consideró la renuncia a sus acciones, un hecho creíble.
En 2007, los antiguos terroristas de la RAF terrorists Peter-Jürgen Boock y Verena Becker declararon que Wisniewski había estado envuelto en el tiroteo contra el fiscal general de la República Federal de Alemania Siegfried Buback, quien fue asesinado por la RAF en 1977. La participación de Wisniewski está siendo investigada actualmente por la policía.